# Batty Weberprijs
De Batty Weberprijs (Frans: Prix Batty-Weber) is een nationale oeuvreprijs voor literatuur in Luxemburg.

## Beschrijving
De prijs wordt sinds 1987 elke drie jaar uitgereikt aan een schrijver die uit Luxemburg afkomstig is. De prijs is genoemd naar journalist en schrijver Batty Weber (1860-1940) vanwege zijn grote invloed op het Luxemburgse culture leven.

## Laureaten
- 1987: Edmond Dune
- 1990: Roger Manderscheid
- 1993: Léopold Hoffmann
- 1996: Anise Koltz
- 1999: Nic Weber
- 2002: Pol Greisch
- 2005: Guy Rewenig
- 2008: Nico Helminger
- 2011: Jean Portante[1]
- 2014: Lambert Schlechter[2]
- 2017: Georges Hausemer[3]
- 2020: Pierre Joris[4]
- 2023: Margret Steckel